# Avtocesta A5
Die Avtocesta A5 (slowenisch für „Autobahn A5“), auch Pomurska avtocesta (,Murgebiet Autobahn‘) genannt, ist mit knapp 80 Kilometern Länge die drittlängste slowenische Autobahn und verbindet Maribor mit Murska Sobota und der ungarischen Stadt Nagykanizsa. Die Autobahn ist Teil der Europastraße E653.

## Geographie
Nach der Unabhängigkeit Sloweniens von Jugoslawien erhielt die Strecke als Verlängerung der Autobahn A1 nationale Bedeutung, da auf diesem Weg der Hafen Koper (sowie der italienische Hafen Triest) mit dem logistisch wichtigen Hinterland Ungarn und Ostmitteleuropa verbunden wird, ohne Kroatien oder Österreich durchfahren zu müssen. Durch die Mitgliedschaft der beiden Länder in der NATO erhielt dieser Korridor auch militärstrategisch eine besondere Bedeutung.
Gleichfalls wird das periphere Prekmurje um die Stadt Lendava besser an die Zentren Sloweniens sowie an Südwestungarn angebunden.
In Ungarn schließen die Autobahnen M70 bzw. M7 in Richtung Budapest an die A5 an.
Sie ist Teil der Europastraße 653 und gilt als großräumige Umgehung der Strecke Maribor – Graz – Fürstenfeld – Szombathely – Budapest (A2, B 65 / S7) im Zuge der Europastraße 66.

## Bau

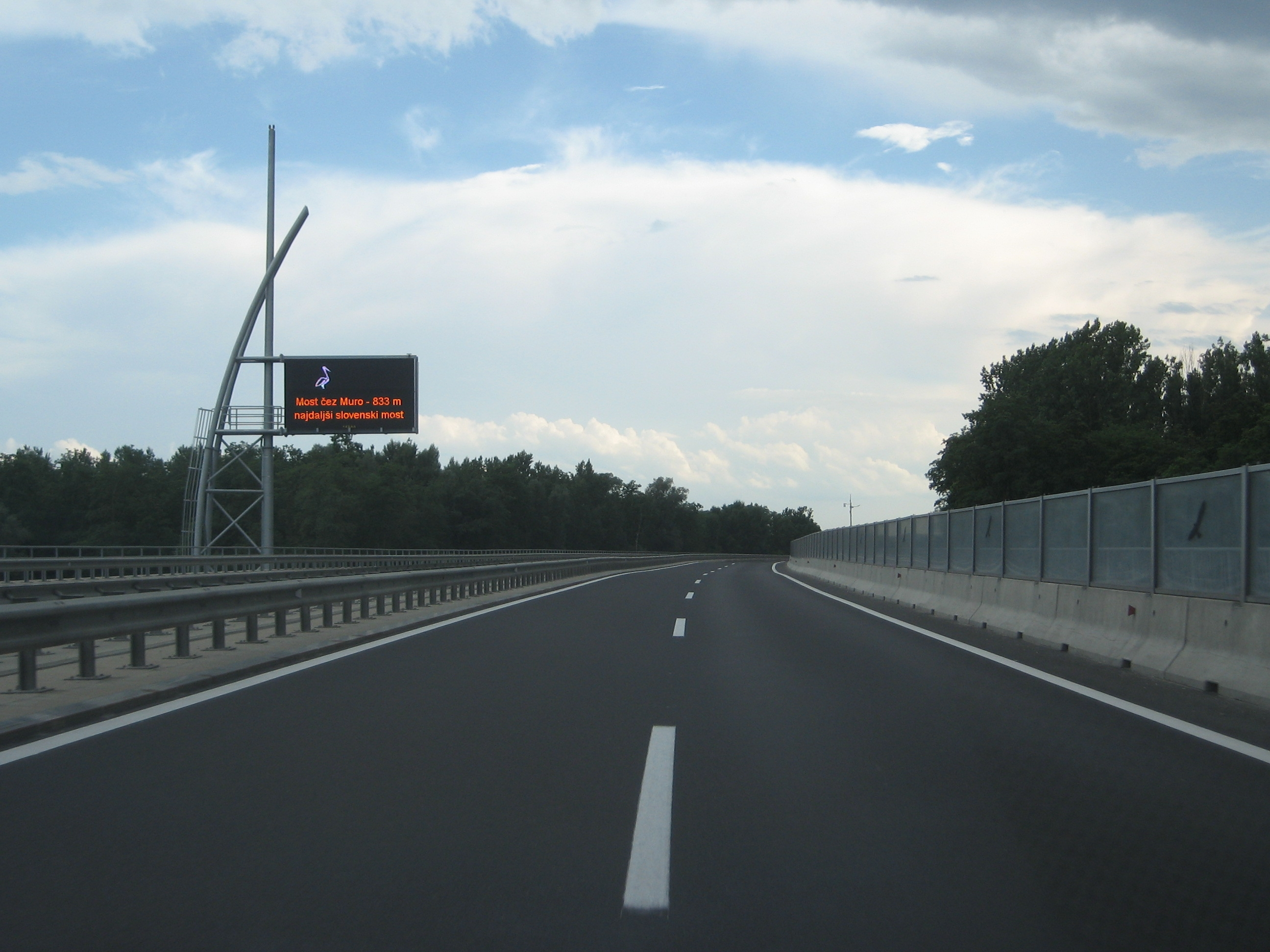
Brücke über die Mur (zweitlängste Brücke Sloweniens, 833 m)

Der erste Abschnitt zwischen Vučja vas und Beltinci, inklusive der Querung der Mur bei Murska Sobota, wurde 2003 eröffnet. Im Mai 2008 folgte der Abschnitt Strecke zwischen Marburg und Lenart, im August 2008 folgte das längste Teilstück von Beltinci nach Pince und am 30. Oktober 2008 wurde das letzte Stück zwischen Lenart und Vučja vas fertiggestellt. Die A5 ist damit die zweite komplett fertiggestellte Autobahn Sloweniens.
Sie besteht aus zwei 3,5 m breiten Fahrstreifen ohne Standstreifen je Fahrtrichtung mit einer Geschwindigkeitsbeschränkung von 110 km/h.